# 北見綾野
北見 綾野（きたみ あやの、1986年10月29日 - ）は、日本のアイドル・歌手。
神奈川県出身、オフィス福笑所属。

## 略歴
『3年B組金八先生』に出演したいという思いから、総合芸能学院テアトルアカデミーに入ったのがきっかけで芸能活動をはじめる。
2003年、TV出演やファースト写真集「ぴすたちお」でグラビア界にデビューする一方で、テアトルアカデミー所属の10代の女の子で結成した伝説のユニット・ピチピチパニックのリーダーとしても活躍。
2005年3月末をもってテアトルアカデミーを離れ、しばらく芸能活動を休止していたが、2006年に活動を再開。
2006年7月、CD「ハッピー!やきとりの歌/マシュマロみたいな恋」をリリース。「ハッピー!やきとりの歌」は全国やきとり連絡協議会の公認キャンペーンソングであり、自ら作詞を手がけたというその歌詞には、やきとりネタが随所に散りばめられている。また同年から、「美少女トロピカル!」に出演するレギュラー4人でアイドルユニット・ピュアリティーズを結成。
2007年1月、学業優先のため、ピュアリティーズを卒業。
TBSテレビの『アッコにおまかせ!』で「やきドル（やきとりアイドル）」として紹介された。
2007年4月、元ピチピチパニックメンバーの小神野由佳とユニット「プチ＊フルール」を結成し、イベントや撮影会に出演。
2007年9月、「第1回 やきとリンピック IN 福島」に出演し、「ハッピー!やきとりの歌」を熱唱。
2007年11月からオフィス福笑に所属し、グラビアアイドルとしての活動を本格化。
2008年8月、室蘭市で開催された「第2回 やきとリンピック in むろらん」にも出演し、ライブステージでは歌のほかマニアックなやきとりトークを展開。
2010年7月、最高位戦日本プロ麻雀協会 第35期後期合格。プロ雀士としての活動開始。
2010年8月、今治市で開催された「第4回 全国やきとリンピック in 今治」出演。

## 人物
- 好きなやきとりは「プチトマトの豚バラ巻き」。一番好きな部位は「かしら」[3]。その他には、なすとパスタも好物である。
- 趣味は、おしゃべり[1]と歌をうたうこと。特技は茶道[1]（両親が茶道の先生）。専門学校に通っていたためネイルアートの技術も持っている。ハローキティ好きでも知られる。

## 出演
- テンパイ 〜どきどき大実験〜（2003年、テレビ東京）
- みごろ!たべごろ!デンセンマン（2003年、テレビ朝日）
- 水着少女（2004年、テレビ東京）
- ジェネジャン（2004年、日本テレビ）
- グラビアの美少女 #283（2003年、MONDO21）
- 月刊955娘倶楽部（2004年4月 - 8月、BS955）
- 鈴木タイムラー（2004年11月、テレビ朝日）
- ラブハリケーン（2003年10月 - 12月、エンタ!371）
- ピチピチパニック!!（2004年1月 - 9月、エンタ!371）
- パジャマレンジャー（2004年1月,4月 - 2005年2月、パンチクラブ）
- ピチピチパニック注意報!（2004年9月 - 2005年5月、パンチクラブ）
- アイドル“独断と偏見”情報局（エンタ!371・パンチクラブ）
- 美少女トロピカル!（2006年5月 - 10月、EX ENTERTAINMENT・ShowTime）
- ぷるるん爽快アワー!（2006年9月 - 2007年3月、エンタ!371）
- アッコにおまかせ!（2007年4月、TBSテレビ）
- ナンボDEなんぼ（2007年8月、関西テレビ・関西テレビ☆京都チャンネル）
- 香取慎吾の特上!天声慎吾（2007年11月、日本テレビ）
- 今ちゃんの「実は…」（2008年9月、ABC朝日放送）
- 杉浦幸のぱちんこPARK（2008年10月、ビクトリーチャンネル）
- 杉浦幸のぱちんこPARK SEASON2（2009年1月,6月、ビクトリーチャンネル）
- 新知識階級 クマグス（TBSテレビ）- 2010年5月20日「春の珍ドル祭り」、2010年6月10日
- きーぽん&綾野のNews21　（2012年9月10日開始 隔週、ニコジョッキー）

## 作品

### DVD
- 少女人形（2004年3月、エッジ）
- お帰りあやの 綾野とDokiDokiデート マシュマロみたいな女の子（2006年9月、プリスタル/ビーエムドットスリー）
- あやの!こまっちゃう～（2008年3月、FUKUE PICTURES/BOOT-Film/ビーエムドットスリー）
- ピチピチパニック 着せ替え大運動会（ピチピチパニック）（2004年2月、エッジ）
- ピチピチパニック 特訓合宿!! ベースボールカンフー部（ピチピチパニック）（2004年11月、ぶんか社）
- マジカルチェイス C/W Kissよりきもちよいこと（ピュアリティーズ）（2006年10月、プリスタル/ビーエムドットスリー）
- はちゅ♡恋（ちゅっ♡ちゅっ）（2008年5月、FUKUE PICTURES/福笑エンタープライズ）
- いじめ中学生 アイの羽（2009年9月、スパークビジョン/テクニカルスタッフ）
- 競泳水着カタログ 〜永久保存版〜（2009年10月、ピースモア/日本メディアサプライ）
- マイティレディ スパークル（2009年11月、ジャパンタイム/テクニカルスタッフ）
- マイティレディ ベルセリオ　前編・後編（2010年9月、ビッグピーチエンタテインメント）

### シングル
- ハッピー!やきとりの歌/お花畑でお昼寝（2004年8月、グーラ★ドール/ここっと -cocotte-）
- ハッピー!やきとりの歌/マシュマロみたいな恋 C/W まもってあげたい（2006年7月、バードランドミュージックエンタテインメント）
- マジカルチェイス C/W Kissよりきもちよいこと（ピュアリティーズ）（2006年10月、プリスタル/ビーエムドットスリー）※DVD同梱
- はちゅ♡恋（ちゅっ♡ちゅっ）（2008年5月、FUKUE PICTURES/福笑エンタープライズ）※DVD同梱

### デジタル写真集・ムービー
- ぴすたちお（ぶんか社）
- ひとりぼっちの休日（ぶんか社）
- 美少女予報（イースト・プレス）
- 制服日和（イースト・プレス）
- 美少女ひとりぢめPHOTO 北見綾野 綾野バーチャル編（ピースモア）
- 美少女ひとりぢめPHOTO 北見綾野 言いなりメイド編（ピースモア）
- 美少女ひとりぢめPHOTO 北見綾野 寂しい熱帯魚編（ピースモア）
- 美少女ひとりぢめPHOTO 北見綾野 お部屋でMAX編（ピースモア）
- 美少女ひとりぢめPHOTO 北見綾野 お仕置きブルマ娘編（ピースモア）
- 競泳水着カタログ 北見綾野/北見綾野2/北見綾野3/北見綾野4/北見綾野5（ピースモア）
- 競泳水着カタログムービー 北見綾野/北見綾野2/北見綾野3/北見綾野4/北見綾野5（ピースモア）
- 美少女ひとりぢめ 北見綾野 ブルマのヒミツ編（ピースモア）
- 美少女ひとりぢめ 北見綾野 強い女はこう攻めろ!編（ピースモア）
- 美少女ひとりぢめ 北見綾野 スッ飛びセーラー編（ピースモア）
- 美少女ひとりぢめ 北見綾野 綾野のプライベート編（ピースモア）
- 美少女ひとりぢめ 北見綾野 メイドマジック編（ピースモア）

### 携帯サイト
- 携帯CARモード「グラビア写真館」「グラビア.Ch（動画）」（2009年4月、交通タイムス社）

## 書籍

### 写真集
- ぴすたちお（2003年8月、ぶんか社、撮影：前村竜二）ISBN 978-4821125555

### 雑誌
- Sukusui Vol.4（2003年7月、ぶんか社）
- LOVE BIKINI（2004年3月、講談社）
- ベッピンスクール（2003年8月号,10月号,2004年1月号、英知出版）
- コミックまぁるまん（2003年9月号,10月号、ぶんか社）
- BOMB（2003年10月号、学研）
- ハイパーホビー（2003年9月号,11月号、徳間書店）
- g-girl 004（2004年1月、角川書店）
- ENTERTAINMENT Dash Vol.5（2008年5月号、晋遊舎）
- 特冊新鮮組DX（2008年8月号、竹書房）
- 週刊プレイボーイ増刊「プレイボーイR」（2008.9.10号、集英社）
- ANGRASH!［アングラッシュ!］Vol.2（2009年1月、晋遊舎）
- マイティレディ スパークル（2009年11月、ジャパンタイム/テクニカルスタッフ）※DVD同梱